# Mirbelia longifolia
Mirbelia longifolia är en ärtväxtart som beskrevs av Charles Austin Gardner. Mirbelia longifolia ingår i släktet Mirbelia och familjen ärtväxter. Inga underarter finns listade i Catalogue of Life.